# Жамбыл (Уалихановский район)
Жамбыл (каз. Жамбыл) — село в Уалихановском районе Северо-Казахстанской области Казахстана. Входит в состав Бидайыкского сельского округа. Находится на правом берегу реки Талдысай, к востоку от озера Теке, примерно в 57 км к северо-востоку от посёлка Кишкенеколь, административного центра района, на высоте 47 метров над уровнем моря. Код КАТО — 596435200.

## Население
В 1999 году численность населения села составляла 374 человека (195 мужчин и 179 женщин). По данным переписи 2009 года, в селе проживало 279 человек (137 мужчин и 142 женщины).